# Ashura (musikgrupp)
Ashura är ett pop/metal band från Chengdu i Kina. Det bildades i november 2001. Innan det var bandet känt som Axiuluo (pinyin för de tre tecken som fortfarande utgör namnet Ashura).

## Bandmedlemmar
- Sång - Tairan
- Gitarr/sång - Yoyo
- Trummor/sång - Dudu
- Bas/sång - Ranwei

## Diskografi
- Tomorrow never die - 2001
- New Cd - 2005